# BloodRayne (Film)
BloodRayne ist ein amerikanisch-deutscher Horrorfilm aus dem Jahre 2005 und die Verfilmung des gleichnamigen Computerspiels BloodRayne. Der Film wurde von Uwe Boll inszeniert, die Hauptrollen spielten unter anderem Kristanna Loken, Michael Madsen und Ben Kingsley.

## Inhalt
Die Geschichte spielt im Jahre 1723 und erzählt die Anfänge Raynes, der Brimstone Society und des finsteren Lord Kagan. Die attraktive Titelheldin Rayne ist ein „Dhampir“, halb Mensch, halb Vampir. Ihr Vater ist Lord Kagan. Sie wird als Attraktion in einem Zirkus „gehalten“ und immer wieder vorgeführt. Als eines Nachts einer ihrer Peiniger sie vergewaltigen will, tötet sie ihn und viele weitere im Blutrausch.
Auf der Flucht hört sie von einer Legende um drei Körperteile eines mächtigen Vampirs (dessen Herz, eine Rippe und eines seiner Augen), die dem Vampir, der sie vereinigt, die Macht über die Menschheit bringen soll. Rayne will nun diese Reliquien vor Kagan an sich bringen, um ihn damit zu töten.
Als sie in einem Kloster das Auge findet und es absorbiert, ist sie fortan immun gegen Wasser. Das Kloster wird von Kagans Leuten angegriffen und sie wird verschleppt.
Vladimir und Sebastian, zwei Mitgliedern der Brimstone-Society, gelingt es allerdings, sie zu befreien. Sie bringen sie in ihr Hauptquartier und bilden sie aus.
Während sich diese drei außerhalb von Brimstone befinden, greifen Kagans Männer es an und töten alle Einwohner. Rayne sucht und findet hierauf das Herz des mächtigen Vampirs; sie will durch dieses zu ihrem Vater Kagan gelangen, um ihn zu töten. Kagan, der wiederum die Rippe besitzt, nimmt sie gefangen und will aus ihr das Auge extrahieren. Dabei kommen Vladimir und Sebastian Rayne zu Hilfe. Es kommt zum finalen Kampf, in dem sowohl Vladimir und Sebastian als auch Kagan getötet werden. Rayne überlebt, setzt sich auf den Thron ihres Vaters und durchlebt die blutigsten Szenen des Filmes erneut.

## Hintergrund
- Das Budget des Filmes lag bei 25 Millionen US-Dollar. In den USA nahm er 3.591.980 US-Dollar ein, in Deutschland erschien BloodRayne direkt auf DVD.
- Rockmusiker Alice Cooper steuerte zur Filmmusik den bislang unveröffentlichten Titel Mankind bei.
- Es existiert auch ein Director’s Cut, der 4 Minuten länger dauert als die Kinofassung[2]. Die Director’s-Cut-Fassung wurde im August 2007 indiziert. Zehn Jahre später erfolgte eine Listenstreichung. Auch der Director’s Cut erhielt die Altersfreigabe „Keine Jugendfreigabe“ von der FSK.[3]

## Kritiken
„Horrorfilm nach einem Videospiel, der eine notdürftig zusammengefügte Geschichte ohne innere Logik erzählt. Allein die recht hohen Produktionskosten und die erstaunliche Besetzung lassen kurzzeitig aufhorchen.“

„[…] an der beachtlichen Besetzung liegt es nicht, dass auch Uwe Bolls dritter Computerspiel-Verfilmung der nötige Biss fehlt. Durchaus aufwändig an rumänischen Originalschauplätzen gedreht, plätschert die Geschichte ohne dramaturgische Raffinesse vor sich hin. Selbst Zweikämpfe, die Boll in anderen Filmen schon besser in Szene gesetzt hat, wirken hier seltsam altbacken. […] Und Boll kennt keine Gnade: In Kroatien soll nun Teil drei entstehen. Fazit: Enthemmter Schund – ein echter Boll eben“

„Die Story scheint so dünn wie das eine Blatt Papier, auf dem sie geschrieben steht, und weniger spektakulär als ein Nachmittagsspaziergang mit Bolls Schäferhunden. Als ob die langweilige und konfuse Story nicht schon hanebüchen genug wäre, sind die Dialoge an Abgedroschenheit kaum mehr zu überbieten. Auf der handwerklichen Seite sieht es nicht besser aus: Die Kameraperspektiven wurden höchst unästhetisch gewählt, die Sets wirken steril, der Schnitt ist grausig, die Kostüme sowie Requisiten sehen billig aus und der Kampf-Choreografie fehlt jegliche Dynamik.“

## Auszeichnungen
Der Film wurde in sechs Kategorien für die Goldene Himbeere 2007 nominiert.

## Fortsetzungen
Die Fortsetzung mit dem Titel BloodRayne II: Deliverance, ebenfalls von Uwe Boll, war eine Direct-to-DVD-Produktion und erschien 2007. Sie verlagerte das Geschehen von Osteuropa ins Nordamerika zur Zeit des Wilden Westens. Unter dem Titel BloodRayne: The Third Reich wurde 2010 der dritte Teil produziert, der dann im von den Nationalsozialisten besetzten Osteuropa während des Zweiten Weltkriegs spielt.